# Liste des abbés de Villers

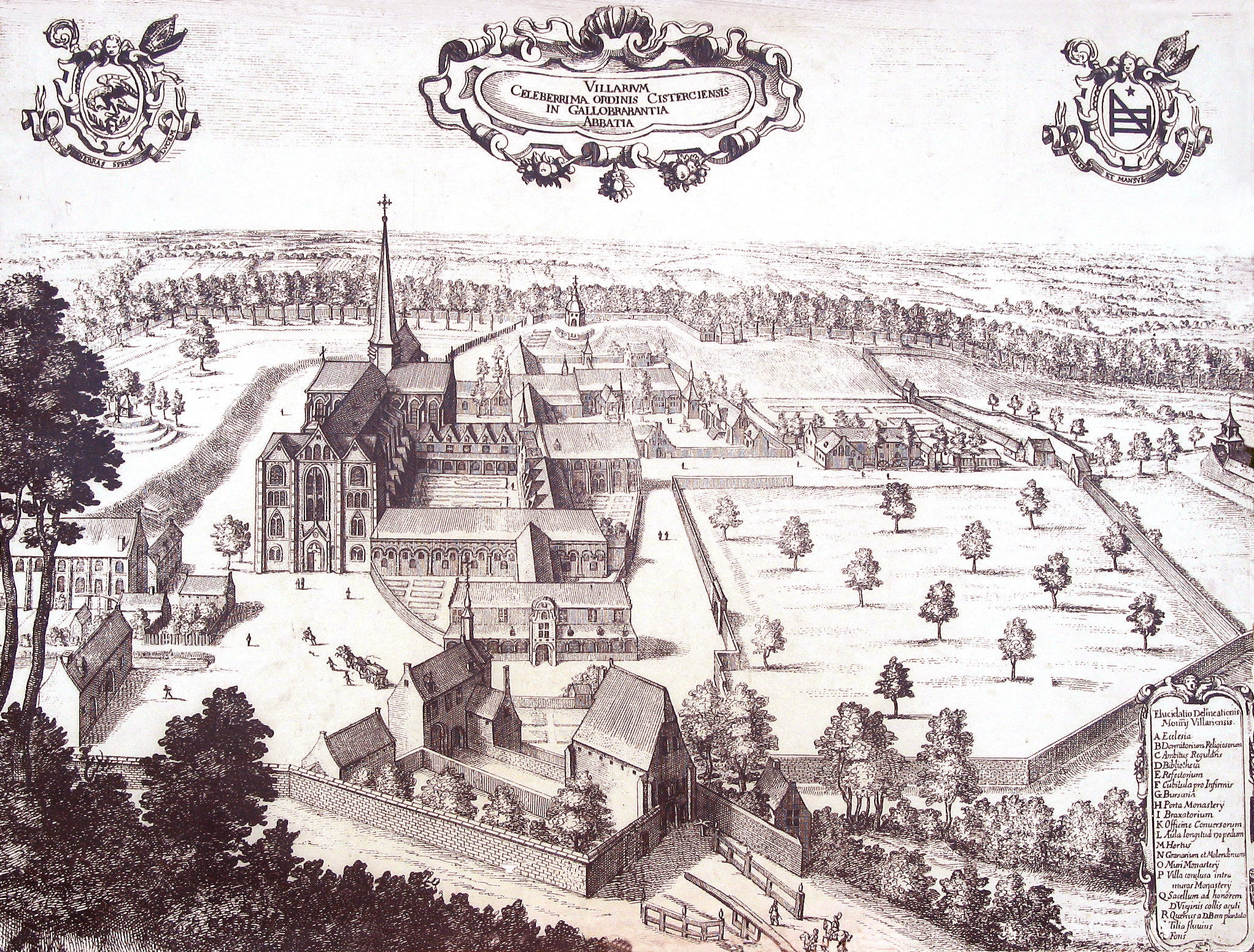
L'abbaye de Villers-en-Brabant (gravure de 1659; œuvre de Lucas Vorsterman)

Cette Liste des abbés de Villers reprend les noms des supérieurs ecclésiastiques (abbés) de l’abbaye de Villers-en-Brabant (Belgique). Fondée en 1146 par l’abbaye de Clairvaux (du vivant de saint Bernard), l’abbaye appartient à l’ordre de Cîteaux depuis son origine. Les moines furent expulsés, et l’abbaye supprimée, en 1796. 
Des vestiges importants de l’abbaye se trouvent dans la commune de Villers-la-Ville dans le Brabant wallon (Belgique), et constituent un site touristique majeur de la région. 

## Liste des abbés de Villers
- 1146-1147 : Laurent
- 1147- ?? : Gérald
- ?? – 1153 : Fartrade
- 1153-1160 : Odolin
- 1160-1184 : Ulrich
- 1185-1191 : Gérard d'Espinoy
- 1191-1197 : Guillaume
- 1197-1209 : Charles de Sayn

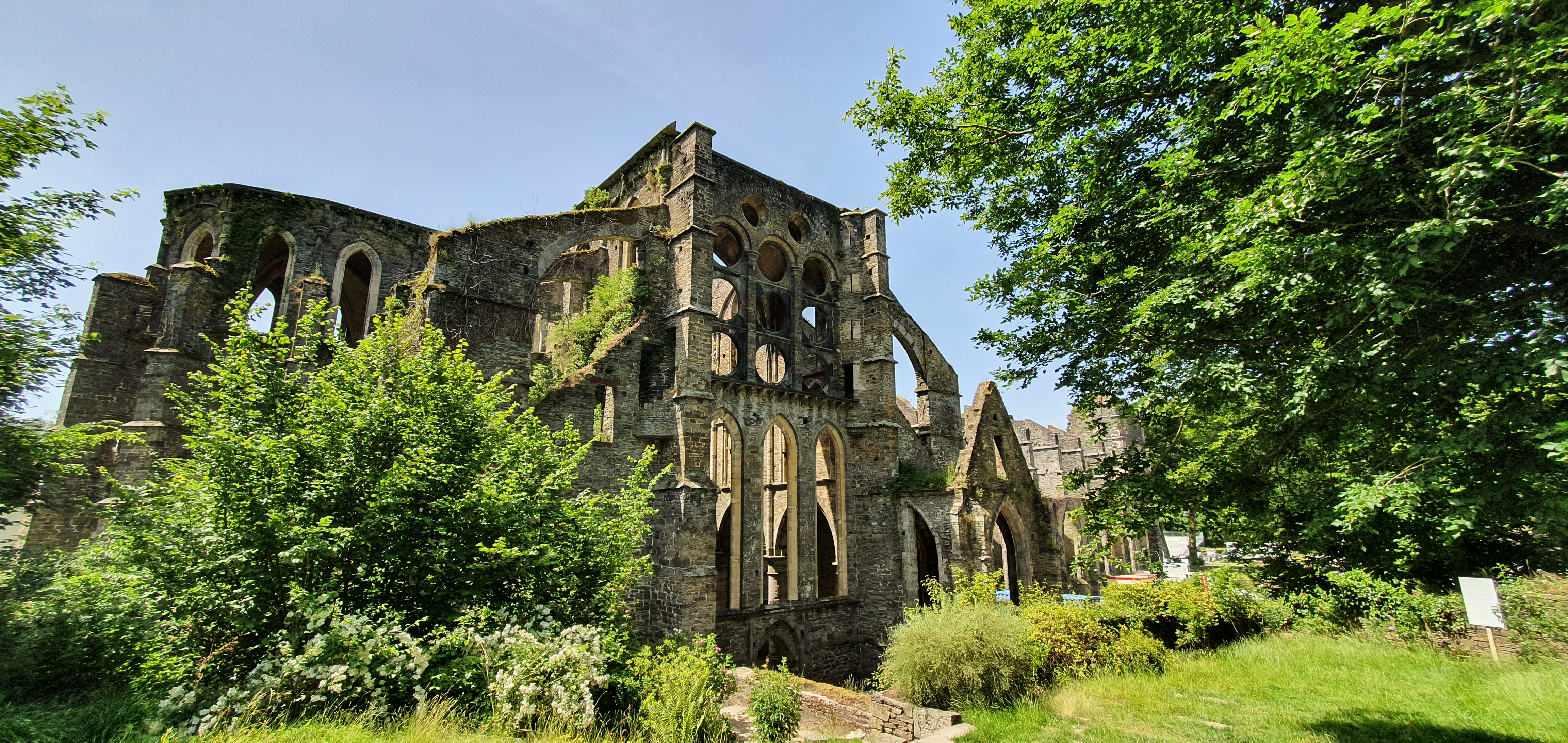
Vestiges de l'abbatiale de Villers-en-Brabant

- 1209-1214 : Conrad d'Urach, abbé de Cîteaux en 1217, cardinal en 1219
- 1214-1221 : Walter (Gauthier) d'Utrecht
- 1221-1237 : Bhx Guillaume de Dongelberg, abbé de Clairvaux en 1237
- 1237-1240 : Nicolas de Clairmarais
- 1240-1250 : Arnolphe de Louvain
- 1250-1258 : Walter (Gauhtier) de Jodoigne
- 1258-1259 : Nicolas de Harmont
- 1259-1264 : Jean de Saint-Géry
- 1264-1268 : Bernard de Mont-Saint-Guibert
- 1268-1271 : Almeric de Foigny
- 1271-1276 : Arnulphe de Gestel
- 1276-1283 : Jacques de Bomal
- 1283-1303 : Robert de Blocqueroie
- 1303-1308 : Nicolas de Geest
- 1308-1310 : Raduard de Malines
- 1310-1315 : Jacques de Plancenoit
- 1315-1317 : Jean de Malderen
- 1317-1329 : Jacques de Plancenoit
- 1329-1330 : Gérard de Moustiers
- 1330-1332 : Henri de Faux
- 1332-1333 : Désiré de Bourgogne
- 1333-1334 : Jean de Bruxelles
- 1334-1335 : Jean de Steenberghe
- 1335-1337 : Albéric de Genappe
- 1337-1358 : Jean de Frasne
- 1358-1370 : Nicolas de Brigode
- 1370-1381 : Martin de Huy
- 1381-1393 : Jean de Hollers
- 1393-1424 : Othon
- 1424-1433 : Gilles (Egidius) de Louvain
- 1433-1446 : Gérard de Louvain de Rotselaer
- 1446-1459 : Walter de Assche
- 1459-1487 : François Calaber de Louvain
- 1487-1503 : Jean Campernoels
- 1503-1524 : Jean Regnault
- 1524 : Philippe Naturelle
- 1524-1545 : Denis de Lierre van Zeverdonck
- 1545-1554: Denis A Spina
- 1554-1568: Matthias Hortebeeck
- 1569-1587 : François de Vleeschouwer
- 1587-1620 : Robert Henrion
- 1620-1647 : Henri Van der Heyden
- 1647-1652 : Robert de Namur
- 1653-1666: Bernard Van der Hecken
- 1666-1671: Idesbald Willemart
- 1671 : Thomas Moniot
- 1671 : Laurent Oieux
- 1671-1686 : Lambert Straelen
- 1686-1693 : Edmond Uyttenhoven
- 1693-1697 : Thomas Moniot
- 1697-1705 : Antoine de Pinchart
- 1705-1714 : Martin Cupis de Camargo
- 1716-1734 : Jacques Hache
- 1734-1742 : Arnulphe de (van) Pottelsberghe
- 1742-1759 : Martin Staignier
- 1759-1764 : Daniel Daix
- 1765-1782 : Robert de Bavay fut nommé le 7 novembre
- 1783-1784 : Léonard Pirmez
- 1784-1788 : Etienne Pourbaix, élu mais non confirmé
- 1788-1796 : Bruno Cloquette, 68e et dernier abbé de l'Abbaye de Villers-en-Brabant. Né à Ath le 8 février 1744 et y est décédé le 12 octobre 1828, Dom Cloquette fut curé de la paroisse de Mellery, lorsque son abbaye fut fermée.
- 1796: Les moines sont dispersés et l’abbaye fermée.